# Cizeta

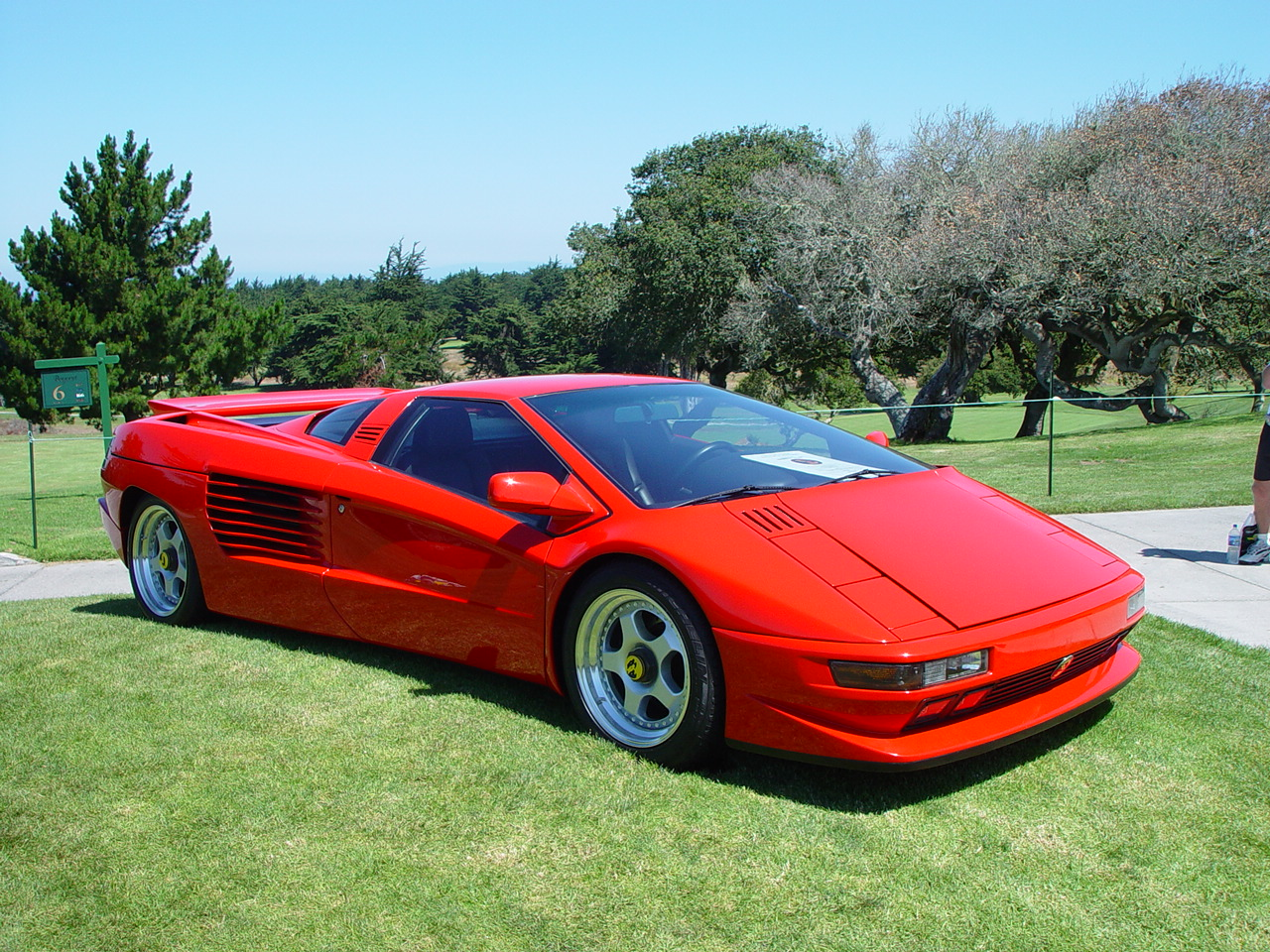
Cizeta-Moroder V16T

Cizeta Automobili, italiensk sportbilstillverkare av supersportbilen Cizeta Moroder.
Cizeta Moroder skapades av musikproducenten Giorgio Moroder och ingenjören Claudio Zampolli på 1980-talet. Namnet kommer från Claudio Zampollis initialer. Den enda bilen man tog fram var Cizeta-Moroder V16T, en tekniskt avancerad supersportbil med stora likheter med Lamborghini Diablo. Moroder lämnade projektet 1990 och de serietillverkade bilarna bär namnet Cizeta V16T men bara 8 tillverkades fram till 1994. Ytterligare två bilar sattes samman 1999 och 2003. 